# Krzyżowice (Brzeg)
Pour les articles homonymes, voir Krzyżowice.
Krzyżowice est une localité polonaise du gmina d'Olszanka, située dans le powiat de Brzeg (voïvodie d'Opole).